# Kościół św. Jozafata w Połuszach
Kościół św. Jozafata w Połuszach – katolicki kościół w Połuszach (Litwa).
Drewniany kościół zbudowano w latach 1747–1757. Kościół na planie prostokąta ma 3 nawy, prezbiterium zamknięte pięciobocznie i dwie zakrystie. Wejście prowadzi przez przedsionek z trójkątnym frontonem. Dach kryty gontem, z ośmioboczną wieżyczką nad częścią ołtarzową.
Ściany z zewnątrz oszalowane i ozdobione pionowymi listewkami. Na drzwiach wejściowych ozdobny układ deszczułek. 
Przed kościołem stoi dzwonnica, pochodząca z okresu budowy kościoła. Dzwonnica jest zbudowana z drewna, ośmioboczna, o dwóch kondygnacjach. Górna z kondygnacji jest odkrytą galerią arkadową. Nad dzwonnicą dach namiotowy, kryty gontem. Na dziedzińcu kościelnym, otoczonym drewnianym ogrodzeniem z drewnianą bramą, znajdują się dwie kapliczki z XIX wieku, drewniana i murowana.
W wyposażeniu kościoła 3 ołtarze w stylu barokowym, polichromowane i bogato rzeźbione, barokowy prospekt organowy, kilka obrazów z XVII i XVIII wieku oraz rzeźby z XIX wieku.

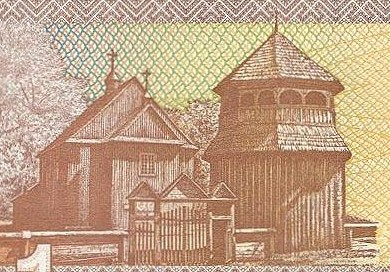
Dzwonnica połuska na banknocie 1 litowym z 1994